# Fåvang
Fåvang is een plaats in de Noorse gemeente Ringebu, provincie Innlandet. Fåvang telt 666 inwoners (2007) en heeft een oppervlakte van 1,1 km².

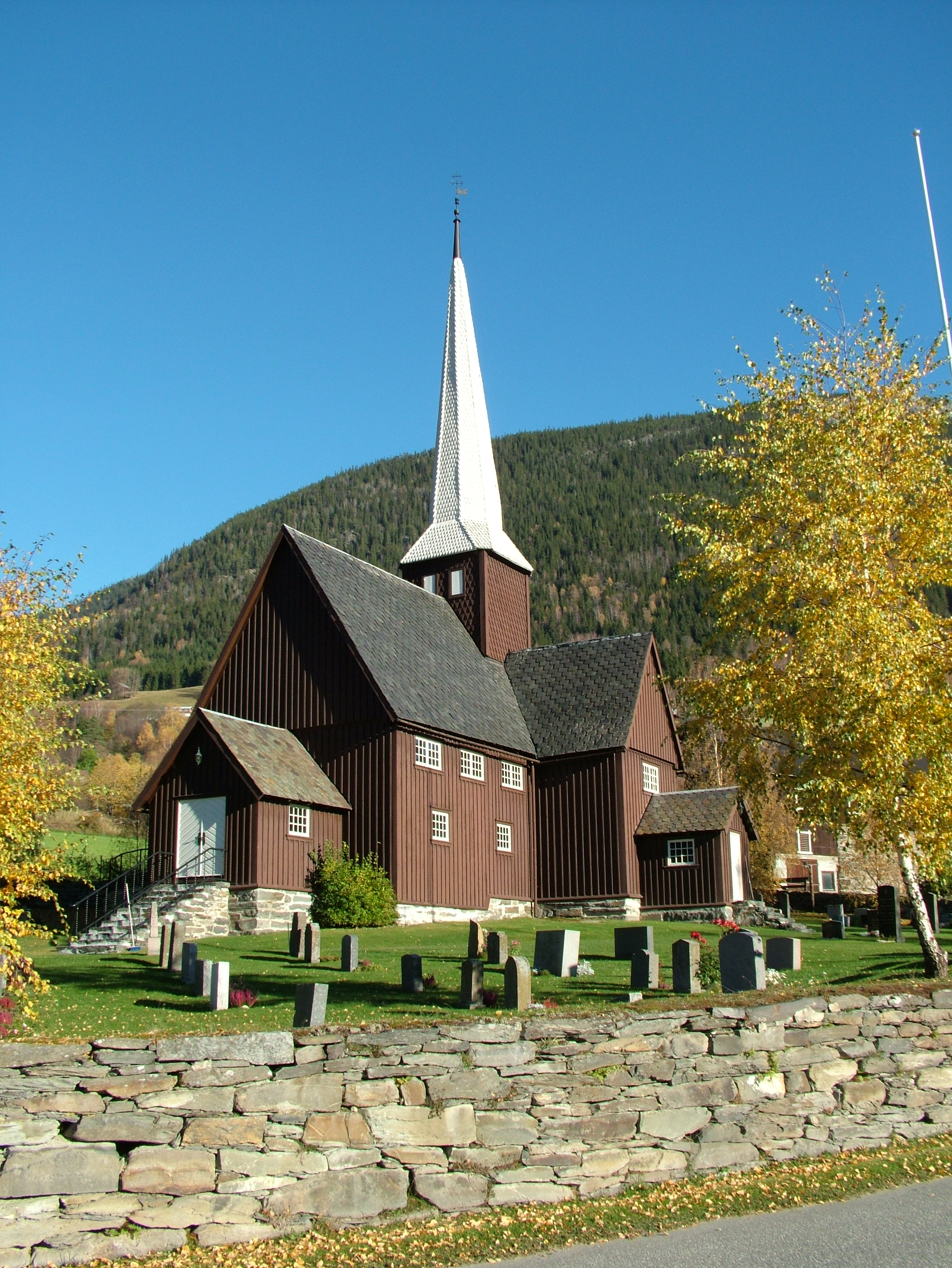
Kerk in Fåvang
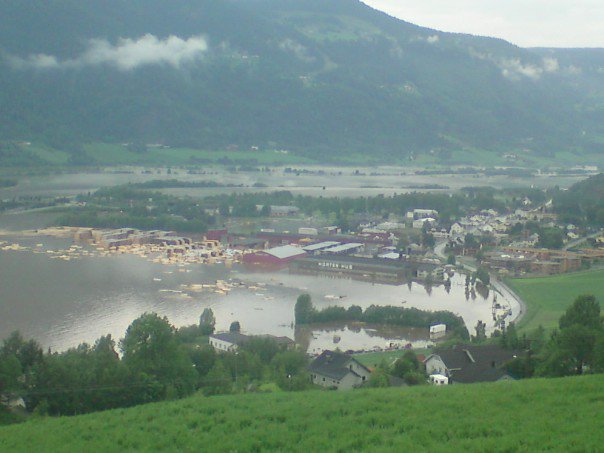
Fåvang